# Jacob van Wassenaer Obdam
Jacob van Wassenaer Obdam (1610 – 13. června 1665) byl nizozemský politik a válečník, který v letech 1654–1665 velel válečnému loďstvu Spojených nizozemských provincií.

## Život
Původně působil u pozemního vojska. Byl oddaným spojencem a podporovatelem Johana de Witta, což mu nejprve vyneslo vlivnou pozici státního delegáta u námořnictva, z níž dirigoval vztahy mezi armádou a námořnictvem, a později i funkci velitele loďstva. K té se dostal po smrti svého předchůdce admirála Trompa i přes nulové zkušenosti s mořeplavbou a námořním bojem, neboť Michiel de Ruyter funkci odmítl a ostatní kompetentní kandidáty vyřadily rozličné politické a personální ohledy. Své nekompetentnosti si byl dobře vědom a zoufale se pokoušel funkci odmítnout, ale de Witt mu ji nakonec vnutil. Dohlížel na výstavbu námořnictva a vytvořil novou bojovou doktrínu, v níž hrála klíčovou roli defenzívní taktika a maximální využívání výhody větru. Vedl nizozemské loďstvo v několika bitvách, kde získal alespoň nějaké zkušenosti.
Po vypuknutí druhé anglo-nizozemské války se několikrát ostře střetl s de Wittem, který běžně zasahoval do vedení námořních operací a mimo jiné přes van Obdamův odpor prosadil rozdělení loďstva, po němž byla část elitního jádra floty odeslána pod vedením de Ruytera k africkému pobřeží. Obdam později na přímý příkaz de Witta vyplul se svou částí nizozemské floty k výpadu proti anglickému námořnictvu, ačkoliv taková akce byla dle jeho soudu nad možnosti jeho uskupení a příčila se bojovým doktrínám, které zavedl a v nichž své loďstvo cvičil. Jeho nezkušenost, převaha Angličanů v dělech a špatný výcvik posádek, které nezvládaly složitější manévrování ve formaci (velký díl jeho loďstva tvořily dozbrojené obchodní lodě s původně civilními námořníky, které měly nahradit lodě odeslané k Africe), vyústily v drtivou porážku v bitvě u Lowestoftu, v níž padl.